# Łęka (województwo małopolskie)
Łęka (dawne nazwy: (1342 Lanka, 1399 Lanca, 1447 de Lankye, 1464 Lanki, 1524 Lanka, 1522 Łąka, 1523 Ląky) – wieś w Polsce, położona w województwie małopolskim, w powiecie nowosądeckim, w gminie Korzenna.
W latach 1975–1998 miejscowość administracyjnie należała do województwa nowosądeckiego. 
Nazwa Łęka wywodzi się prawdopodobnie od ukształtowania terenu i charakterystycznego wygięcia w kształcie siodła. Drugim uzasadnieniem tej nazwy jest to, że we wcześniejszych czasach większość wsi stanowiły pola uprawne i łąki pod wypas bydła.

## Historia wioski
W "Słowniku historyczno-geograficznym ziem polskich w średniowieczu" można znaleźć informacje o Łęce w dokumentach od XIV do XVI w.  Wg danych tam zawartych wieś powstała we wczesnym średniowieczu. Na przełomie XIII i XIV wieku należała do Pieniążków z Krużlowej. W roku  1342 przypadła w udziale  wraz z Krużlową, Starą Wsią, Posadową, Mogilnem i Koniuszową  –  Prokopowi Pieniążkowi. W tym samym roku król Kazimierz Wielki przeniósł wieś na niemieckie prawo średzkie. Sto lat później wieś należała do rodu pieczętującego się herbem Grzymała Raciborka z Łęki, wzmiankowanego m.in. w roku 1434. 
Od początku istnienia (przed 1342 rokiem) wieś należała do Parafii p.w. 11 Tysiąca Dziewic w Korzennej. Od XIV wieku do roku 1772 wieś należała do powiatu sądeckiego.
W połowie XV wieku wieś przypadła w udziale rodzinie Wielopolskich herbu Stary Koń, a następnie Branickich herbu Gryf. Po Branickich wieś Łęka trafiła na krótko do rodziny Bylinów herbu Sas, a później bo w roku 1527 drogą sprzedaży przez Branickich trafiła do Korzeńskich herbu Strzemię z Korzennej i została włączona do ich dóbr, które obejmowały oprócz Korzennej także Teluszową.  Korzeńscy byli właścicielami Łęki co najmniej do 1554 r 
Rejestr dóbr ziemskich z lat 1578 – 81 podaje, że wieś należy już do Zygmunta Rożena  herbu Gryf. Rejestr poborowy woj. krakowskiego z roku 1629 podaje, że wieś należała do syna Zygmunta – Krzysztofa Rożena. W latach  1680-82 wieś należała do Andrzeja Strońskiego.
Autor hasła "Janczowa" w piątym tomie "Słownika geograficznego Królestwa Polskiego i innych krajów słowiańskich" podaje, że w roku 1880 posiadłości dworskie należały do Romerów  (Michała), a wcześniej do Wyszkowskich. Obejmowały one 186 morgów gruntów ornych, 7 morgów łąk, 23 morgi pastwisk i 58 morgów lasów. Chłopi w tym czasie gospodarowali na 188 morgach gruntów ornych, 32 morgach łąk, 109 morgach pastwisk i 9 morgach lasów. 
W czasie kampanii wrześniowej w 1939 r. Łęka, podobnie jak pobliski Trzycierz zostały spalone. 2 Dywizja Górska Wermachtu wkroczyła do Nowego Sącza 6 września, dzień później zajęty zostaje Grybów. Niemcy dokonali krwawych pacyfikacji wsi: Trzycierza i Łęki. Przyczyną był niecelny strzał oddany z ukrycia do żołnierzy niemieckich. 

## Liczba mieszkańcow
Wg danych Urzedu Gminy w Korzennej obecnie wieś liczy ponad 560 mieszkańców, jest to nieco mniej niż na progu II wojny światowej. Na podstawie dostępnych "online" w elektronicznej bibliotece KUL Schematyzmów Diecezji Tarnowskiej można prześledzić liczbę katolików podawaną przez proboszczów z Siedlec.
| Rok  | Liczba mieszkańców |
| 1855 | 222                |
| 1861 | 259                |
| 1865 | 292                |
| 1870 | 274                |
| 1875 | 281                |
| 1880 | 310                |
| 1894 | 311                |
| 1902 | 329                |
| 1914 | 394                |
| 1919 | 395                |
| 1926 | 409                |
| 1939 | 575                |

Powyższa tabela nie uwzględnia mieszkańców Łęki pochodzenia mojżeszowego, którzy podczas II wojny światowej zostali wysiedleni lub zamordowani przez Niemców. 

## Szkoła podstawowa i klub LKS Łęka
W Łęce działa Szkoła podstawowa
Wieś posiada klub piłkarski LKS Łęka, prezesem którego jest Władysław Jarząb. Klub LKS Łęka posiada nowoczesny stadion piłkarski. Jego otwarcie miało miejsce 3 sierpnia 2008 r. z udziałem prezesa PZPN Grzegorza Laty.